# Cantó de Le Raincy
El cantó de Le Raincy és un antic cantó francès del departament de Sena Saint-Denis, que estava situat al districte de Le Raincy. Comptava amb dos municipis.
Va desaparèixer al 2015 i el seu territori es va dividir entre el cantó de Livry-Gargan i el cantó de Villemomble.

## Municipis
- Clichy-sous-Bois
- Le Raincy

## Història
| Data d'elecció                           | Identitat        | Partit                     | Qualitat |
| ---------------------------------------- | ---------------- | -------------------------- | -------- |
| 1945-1951                                | Robert Ballanger | PCF                        |          |
| 1951-1958                                | Robert Weber     | RPF, després RS            |          |
| 1958-1961                                | César Collaveri  | SFIO                       |          |
| 1961-1967                                | Raymond Valenet  | UNR                        |          |
| 1967-1973                                | M. Marchal       | RI                         |          |
| 1973-1976                                | Lucien Doudey    | Divers droite              |          |
| 1976-1998                                | Raymond Mège     | Divers droite, després UDF |          |
| 1998-2004                                | Claude Dilain    | PS                         |          |
| 2004-2011                                | Ludevic Toro     | UMP                        |          |
| 2011-                                    | Claude Dilain    | PS                         |          |
| les dades anteriors no són pas conegudes |                  |                            |          |
|                                          |                  |                            |          |

## Demografia
| A partir de 1990: Població sense dobles comptes |